# Cascade de la Diomaz
La cascade de la Diomaz est située en Chablais dans le département de la Haute-Savoie, sur la commune de Mégevette  à proximité de Bellevaux.

## Localisation
La cascade de la Diomaz est située sur le ruisseau de la Diomaz, affluent du Brevon qui prend sa source sur la commune de Mégevette. La cascade elle-même, en limite communale de Mégevette et Bellevaux est aisément accessible à partir de la chapelle Saint-Bruno dans le val du Val d'Enfer.

## Description

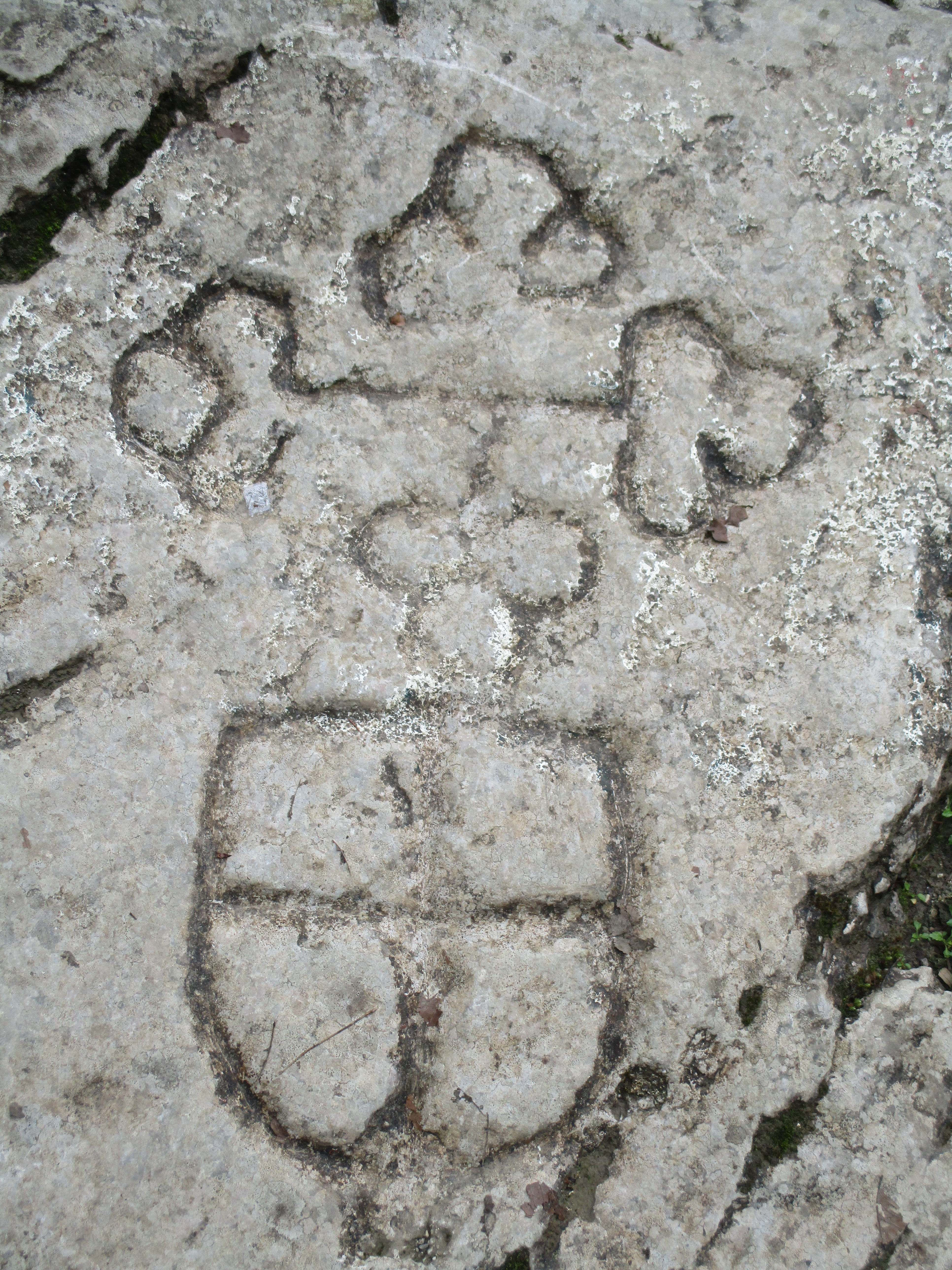
La Croix des Chartreux.

La cascade est constituée de plusieurs chutes d'eau s'écoulant dans des marmites dites marmites des Chartreux, creusées naturellement dans la roche.
Au pied de la cascade, une croix dite des Chartreux est gravée dans l'une des pierres.

## Bassin versant
Les eaux de la cascade rejoignent celles du Brevon en se jetant dans le lac de Vallon sur sa rive gauche. 